# Eparchia di Marasc degli Armeni
L'eparchia di Marasc degli Armeni (in latino Eparchia Marascensis o Germanicensis Armenorum) è una sede soppressa della Chiesa armeno-cattolica e sede titolare della Chiesa cattolica.

## Storia
La sede armena di Marasc, l'odierna Kahramanmaraş, identificabile con la Germanicia di epoca romano-bizantina, fu eretta canonicamente nel 1842. Tuttavia già in precedenza alcuni vescovi ebbero il titolo di Marasc; tra questi Pietro Jeranian, che fu eletto patriarca di Cilicia degli Armeni nel 1812.
L'eparchia comprendeva il sangiaccato di Marasc nella parte settentrionale del vilayet di Aleppo. Nel 1890 sono segnalati circa 5000 armeni cattolici, affidati alle cure del vescovo e di 7 sacerdoti armeni, coadiuvati da 5 missionari cappuccini.
A causa del genocidio d'inizio Novecento, l'eparchia, come tutte le diocesi armene turche, perse la maggior parte della sua popolazione e fu di fatto soppressa. Tuttavia gli Annuari Pontifici ne hanno segnalato l'esistenza fino al 1972.
Dal 1972 Marasc degli Armeni è annoverata tra le sedi vescovili titolari della Chiesa cattolica; il titolo è vacante dal 15 marzo 2006.

## Cronotassi

### Vescovi residenti
- Luca d'Antaib † (1752 - 1795 deceduto)[2]
- Pietro Jeranian † (1806 - 24 giugno 1812 eletto patriarca di Cilicia degli Armeni)
- Pietro Apelian † (20 maggio 1842 - 2 settembre 1875 deceduto)
- Clemente Mikaelian † (14 agosto 1877 - 1890 deceduto)
- Avedis Marcus Turkian † (23 settembre 1890 - 6 febbraio 1899 nominato arcieparca di Aleppo)
- Giovanni Mouradian † (9 settembre 1901 - 7 agosto 1905 dimesso[3])
  - Sede vacante
- Avedis Arpiarian † (27 agosto 1911 - 17 dicembre 1928 nominato vescovo ausiliare del patriarca di Cilicia[4])

### Vescovi titolari
- Krikor Ayvazian † (23 novembre 1988 - 21 gennaio 1997 deceduto)
- Kévork Khazoumian, I.C.P.B. (22 gennaio 2002 - 15 marzo 2006 nominato arcieparca coadiutore di Costantinopoli)